# Komen község
Komen község (szlovén nyelven Občina Komen) Szlovénia 212 alapfokú közigazgatási egységének, azaz községének egyike az Obalno-kraška statisztikai régióban. Adminisztratív központja Komen város. A község 1994. november 6-án jött létre, amikor a korábbi Sežana községet négy kisebb községre (Divača, Hrpelje-Kozina, Komen és Sežana) osztották.

## A községhez tartozó települések
A községhez Komen székhelyen kívül a következő települések tartoznak:
- Brestovica pri Komnu
- Brje pri Komnu
- Čehovini
- Čipnje
- Coljava
- Divči
- Dolanci
- Gabrovica pri Komnu
- Gorjansko
- Hruševica
- Ivanji Grad
- Klanec pri Komnu
- Kobdilj
- Kobjeglava
- Koboli
- Kodreti
- Lisjaki
- Lukovec
- Mali Dol
- Nadrožica
- Preserje pri Komnu
- Rubije
- Šibelji
- Škofi
- Škrbina
- Štanjel
- Sveto
- Tomačevica
- Trebižani
- Tupelče
- Vale
- Večkoti
- Volčji Grad
- Zagrajec

## Népesség
| Lakosok száma | 3477 | 3510 | 3547 | 3555 | 3564 | 3520 | 3545 | 3525 | 3546 | 3549 |
|               | 2008 | 2009 | 2011 | 2012 | 2013 | 2015 | 2016 | 2017 | 2019 | 2020 |